# Jonathan Velasco
Jonathan Velasco Ramírez es un diplomático venezolano que se ha desempeñado como embajador de Venezuela en Irak. Durante la crisis presidencial de Venezuela de 2019, el 2 de febrero Velasco reconoció a Juan Guaidó como presidente interino de Venezuela, indicando que la Asamblea Nacional era el único poder "apegado a la ética, legitimidad y legalidad" y el responsable de llenar el vacío de poder creado por la violación de la constitución.